# James Planché

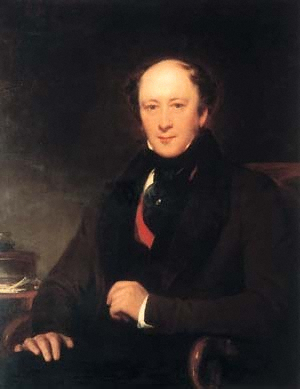
James Planché 1835.

James Robinson Planché, född den 27 februari 1796, död den 30 maj 1880, var en engelsk skriftställare.
Planché, som härstammade från en fransk hugenottsläkt, skrev bland annat Lays and legendes of the Rhine (1826), folkdramat Charles the XII (1828; "Carl XII på ön Rügen", 1835) samt flera arbeten i dräktkännedom, bland annat The history of british costume (1834).